# Anna Zych
Anna Zych (ur. 15 maja 1988) – polska lekkoatletka, trójskoczkini.

## Rekordy życiowe
- Trójskok (stadion) – 13,78 (2013)
- Trójskok (hala) – 13,53 (2012)